# Mani, Dzerjînsk
Mani (în ucraineană Мані) este un sat în comuna Hîjînți din raionul Dzerjînsk, regiunea Jîtomîr, Ucraina.

## Demografie
Componența lingvistică a localității Mani
     Ucraineană (98,82%)
     Rusă (1,18%)
Conform recensământului din 2001, majoritatea populației localității Mani era vorbitoare de ucraineană (98,82%), existând în minoritate și vorbitori de rusă (1,18%).